# فهرست سران افغانستان
این مقاله سران دولت افغانستان را از زمان تأسیس اولین دولت، امپراتوری هوتکیان در سال ۱۷۰۹ تاکنون فهرست می‌کند.

## تاریخچه
امپراتوری هوتکیان پس از یک قیام موفق به رهبری میرویس خان هوتک و دیگر روسای قبیله‌ای افغانستان از مناطق قندهار و اطراف آن در برابر امپراتوری گورکانی و دودمان صفویان تشکیل شد.
پس از یک سری طولانی از جنگ، امپراتوری هوتکیان در نهایت توسط امپراتوری افغان‌تبار درانی جایگزین شد که توسط احمد شاه درانی در سال ۱۷۴۷ تأسیس شد.
پس از فروپاشی امپراتوری درانی در ۱۸۲۳، سلسله بارک‌زایی امارات افغانستان را تأسیس کرد، آن را در ۱۹۲۶ تبدیل به پادشاهی افغانستان کرده، و حکومت کشور را (با وقفه‌ای در ۱۹۲۹) تا ۱۹۷۳ در دست گرفت. آخرین پادشاه بارکزایی، محمد ظاهرشاه، در پی کودتایی در ۱۹۷۳ به رهبری پسر عمویش محمد داود خان عزل شد. با وجود اینکه داوود خان بخشی از سلسله بارکزایی بود، از سنت خارج شد و خود را شاه اعلام نکرد، در عوض سلطنت را لغو کرد و جمهوری افغانستان را تاسیس و خود را به عنوان رئیس‌جمهور معرفی کرد.
از سال ۱۹۷۸ تاکنون، افغانستان در دوره‌ای مستمر از جنگ داخلی و خارجی قرار دارد.
رئیس‌جمهور سابق حامد کرزی به عنوان اولین رئیس دولت افغانستان که به صورت دموکراتیک انتخاب شده بود، در ۷ دسامبر ۲۰۰۴ شروع به کار کرد. جانشین او، اشرف غنی، در ۲۹ سپتامبر ۲۰۱۴ متصدی این پست شد، اما دولت او در ۱۵ اوت ۲۰۲۱ در پی هجوم طالبان و سقوط کابل فروپاشید و طالبان در پی فرار او از کشور، کنترل دفاکتو افغانستان را در دست گرفتند.

## فهرست سران دولت
تاریخ در خط کج (ایتالیک) نشانگر ادامهٔ دفاکتو دولت است.

### پادشاهان
امپراتوری هوتکیان (۱۷۰۹–۱۷۳۸)
| نام                         | طول عمر              | شروع سلطنت    | پایان سلطنت               | یادداشت               | دودمان  | تصویر                       |
| --------------------------- | -------------------- | ------------- | ------------------------- | --------------------- | ------- | --------------------------- |
| میرویس خان هوتک- میرویس پدر | ۱۶۷۳–۱۷۱۵            | ۱۷۰۹          | ۱۷۱۵                      |                       | هوتکیان | میرویس هوتکی افغانستان      |
| عبدالعزیز هوتک              | درگذشت ۱۷۱۷          | ۱۷۱۵          | ۱۷۱۷                      | برادر میرویس هوتکی    | هوتکیان | عبدالعزیز هوتک از افغانستان |
| محمود هوتکی                 | ۱۶۹۷ – ۲۲ آوریل ۱۷۲۵ | ۱۷۱۷          | ۲۲ آوریل ۱۷۲۵             | پسر میرویس هوتک       | هوتکیان | محمود هوتک از افغانستان     |
| اشرف افغان                  | درگذشت ۱۷۳۰          | ۲۲ آوریل ۱۷۲۵ | ۱۷۳۰                      | برادرزاده میرویس هوتک | هوتکیان | اشرف هوتک از افغانستان      |
| حسین هوتکی                  | درگذشت ۱۷۳۸          | ۱۷۳۰          | ۲۴ مارس ۱۷۳۸ (برکنار شده) | پسر میرویس هوتک       | هوتکیان | حسین هوتک از افغانستان      |

امپراتوری درانی (۱۷۴۷–۱۸۲۳)
| نام                         | طول عمر                      | شروع سلطنت    | پایان سلطنت                | یادداشت             | دودمان | تصویر                        |
| --------------------------- | ---------------------------- | ------------- | -------------------------- | ------------------- | ------ | ---------------------------- |
| احمدشاه درانی- پدر ملت      | ۱۷۲۲ – ۱۶ اکتبر ۱۷۷۲         | ۱۷۴۷          | ۱۶ اکتبر ۱۷۷۲              |                     | درانی  | احمد شاه درانی افغانستان     |
| تیمور شاه درانی             | ۱۷۴۸ – ۱۸ مه ۱۷۹۳            | ۱۶ اکتبر ۱۷۷۲ | ۱۸ مه ۱۷۹۳                 | پسر احمدشاه درانی   | درانی  | تیمور شاه درانی از افغانستان |
| زمان‌شاه درانی               | ۱۷۷۰–۱۸۴۴                    | ۱۸ مه ۱۷۹۳    | ۲۵ ژوئیه ۱۸۰۱ (برکنار شده) | پسر تیمور شاه درانی | درانی  | زمان شاه درانی افغانستان     |
| شاه محمود درانی (سلطنت اول) | ۱۷۶۹ – ۱۸ آوریل ۱۸۲۹         | ۲۵ ژوئیه ۱۸۰۱ | ۱۳ ژوئیه ۱۸۰۳ (برکنار شده) | پسر تیمور شاه درانی | درانی  | محمود شاه درانی افغانستان    |
| شاه شجاع درانی (سلطنت اول)  | ۴ نوامبر ۱۷۸۵ – ۵ آوریل ۱۸۴۲ | ۱۳ ژوئیه ۱۸۰۳ | ۳ مه ۱۸۰۹ (برکنار شده)     | پسر تیمور شاه درانی | درانی  | شاه شجاع درانی افغانستان     |
| شاه محمود درانی (سلطنت دوم) | ۱۷۶۹ – ۱۸ آوریل ۱۸۲۹         | ۳ مه ۱۸۰۹     | ۱۸۱۸ (برکنار شده)          | پسر تیمور شاه درانی | درانی  | محمود شاه درانی افغانستان    |
| علی شاه درانی               |                              | ۱۸۱۸          | ۱۸۱۹ (برکنار شده)          | پسر تیمور شاه درانی | درانی  | علی شاه درانی افغانستان      |
| ایوب شاه درانی              | درگذشت ۱ اکتبر ۱۸۳۷          | ۱۸۱۹          | ۱۸۲۳ (برکنار شده)          | پسر تیمور شاه درانی | درانی  | ایوب شاه درانی افغانستان     |

امارت افغانستان (۱۸۲۳–۱۹۲۶)
| نام                                                  | طول عمر                      | شروع سلطنت    | پایان سلطنت                | یادداشت              | دودمان   | تصویر                       |
| ---------------------------------------------------- | ---------------------------- | ------------- | -------------------------- | -------------------- | -------- | --------------------------- |
| دوست‌محمدخان (سلطنت اول)- امیر کبیر                   | ۲۳ دسامبر ۱۷۹۳ – ۹ ژوئن ۱۸۶۳ | ۱۸۲۳          | ۲ اوت ۱۸۳۹ (برکنار شده)    | پسر سردار پاینده خان | بارک‌زایی | دوست‌محمد خان                |
| شاه شجاع درانی (سلطنت دوم)                           | ۴ نوامبر ۱۷۸۵ – ۵ آوریل ۱۸۴۲ | ۷ اوت ۱۸۳۹    | ۵ آوریل ۱۸۴۲               | پسر تیمور شاه درانی  | درانی    | شاه شجاع درانی افغانستان    |
| محمد اکبرخان- وزیر - غازی                            | ۱۸۱۶–۱۸۴۵                    | ۵ آوریل ۱۸۴۲  | ۱۸۴۵                       | پسر دوست‌محمد خان     | بارک‌زایی | اکبر خان افغانستان          |
| دوست‌محمدخان (سلطنت دوم)- امیر کبیر                   | ۲۳ دسامبر ۱۷۹۳ – ۹ ژوئن ۱۸۶۳ | ۱۸۴۵          | ۹ ژوئن ۱۸۶۳                | پسر سردار پاینده خان | بارک‌زایی | دوست‌محمد خان                |
| شیرعلی خان (سلطنت اول)                               | ۱۸۲۵ – ۲۱ فوریه ۱۸۷۹         | ۹ ژوئن ۱۸۶۳   | ۱۸۶۵ (برکنار شده)          | پسر دوست‌محمد خان     | بارک‌زایی | شیرعلی خان                  |
| محمدافضل‌خان                                          | ۱۸۱۱ – ۷ اکتبر ۱۸۶۷          | ۱۸۶۵          | ۷ اکتبر ۱۸۶۷               | پسر دوست‌محمد خان     | بارک‌زایی | محمدافضل‌خان                 |
| محمد اعظم خان                                        | درگذشت ۲۱ فوریه ۱۸۶۸         | ۷ اکتبر ۱۸۶۷  | ۲۱ فوریه ۱۸۶۸              | پسر دوست‌محمد خان     | بارک‌زایی | محمد اعظم خان افغانستان     |
| شیرعلی خان (سلطنت دوم)                               | ۱۸۲۵ – ۲۱ فوریه ۱۸۷۹         | ۷ اکتبر ۱۸۶۸  | ۲۱ فوریه ۱۸۷۹              | پسر دوست‌محمد خان     | بارک‌زایی | شیرعلی خان                  |
| محمدیعقوب خان                                        | ۱۸۴۹ – ۱۵ نوامبر ۱۹۲۳        | ۲۱ فوریه ۱۸۷۹ | ۱۲ اکتبر ۱۸۷۹ (برکنار شده) | پسر شیرعلی خان       | بارک‌زایی | محمد یعقوب خان از افغانستان |
| محمد ایوب خان- فاتح نبرد میوند «شاهزاده چارلی» افغان | ۱۸۵۷ – ۷ آوریل ۱۹۱۴          | ۱۲ اکتبر ۱۸۷۹ | ۳۱ مه ۱۸۸۰ (برکنار شده)    | پسر شیرعلی خان       | بارک‌زایی | محمد یعقوب خان از افغانستان |
| عبدالرحمن خان- امیر آهنین                            | ۱۸۴۰/۴۴ – ۱ اکتبر ۱۹۰۱       | ۳۱ مه ۱۸۸۰    | ۱ اکتبر ۱۹۰۱               | پسر محمدافضل خان     | بارک‌زایی | عبدالرحمن‌خان افغان          |
| حبیب‌الله خان                                         | ۳ ژوئن ۱۸۷۲ – ۲۰ فوریه ۱۹۱۹  | ۱ اکتبر ۱۹۰۱  | ۲۰ فوریه ۱۹۱۹              | پسر عبدالرحمن‌خان     | بارک‌زایی | حبیب‌الله خان                |
| نصرالله خان                                          | ۱۸۷۴–۱۹۲۰                    | ۲۰ فوریه ۱۹۱۹ | ۲۸ فوریه ۱۹۱۹ (برکنار شده) | پسر عبدالرحمن‌خان     | بارک‌زایی | نصرالله خان                 |
| امان‌الله شاه- غازی                                   | ۱ ژوئن ۱۸۹۲ – ۲۵ آوریل ۱۹۶۰  | ۲۸ فوریه ۱۹۱۹ | ۹ ژوئن ۱۹۲۶                | پسر حبیب‌الله خان     | بارک‌زایی | امان‌الله شاه                |

پادشاهی افغانستان (۱۹۲۶–۱۹۲۹)
| نام                  | طول عمر                     | شروع سلطنت     | پایان سلطنت                   | یادداشت          | دودمان   | تصویر                    |
| -------------------- | --------------------------- | -------------- | ----------------------------- | ---------------- | -------- | ------------------------ |
| امان‌الله شاه- غازی   | ۱ ژوئن ۱۸۹۲ – ۲۵ آوریل ۱۹۶۰ | ۹ ژوئن ۱۹۲۶    | ۱۴ ژانویه ۱۹۲۹ ( برکنار شده ) | پسر حبیب‌الله خان | بارک‌زایی | امان‌الله خان افغانستان   |
| عنایت‌الله شاه- سراج  | ۲۰ اکتبر ۱۸۸۸ – ۱۲ اوت ۱۹۴۶ | ۱۴ ژانویه ۱۹۲۹ | ۱۷ ژانویه ۱۹۲۹ (برکنار شده)   | پسر حبیب‌الله خان | بارک‌زایی | عنایت الله خان افغانستان |
| علی احمد خان- شاغاسی | ۱۸۸۳ – ۱۱ ژوئیه ۱۹۲۹        | ۱۷ ژانویه ۱۹۲۹ | ۱۹ فوریه ۱۹۲۹                 | پسر خوشدل خان    | بارک‌زایی |                          |

امارت افغانستان (۱۹۲۹) و جنگ داخلی افغانستان (۱۹۲۹-۱۹۲۸)
| نام                                | طول عمر                        | شروع سلطنت    | پایان سلطنت   | یادداشت | دودمان      | تصویر                         |
| ---------------------------------- | ------------------------------ | ------------- | ------------- | --- | ----------- | ----------------------------- |
| حبیب‌الله کلکانی- خادم دین رسول‌الله | ۱۹ ژانویه ۱۸۹۱ – ۳ نوامبر ۱۹۲۹ | ۱۹ فوریه ۱۹۲۹ | ۲۳ ژوئن ۱۹۲۹  | به عنوان پادشاه و امیر؛ در طول جنگ داخلی ۱۹۲۸–۱۹۲۹ بر تخت سلطنت نشست؛ برکناری و اعدام شد                                                                                                  | غیر سلسله‌ای | حبیب‌الله کلکانی از افغانستان  |
| علی احمد خان- شاغاسی               | ۱۸۸۳ – ۱۱ ژوئیه ۱۹۲۹           | ۲۳ ژوئن ۱۹۲۹  | ۳ ژوئیه ۱۹۲۹  | پسر لویناب خوشدل خان به عنوان پادشاه؛ قدرت را دوباره در قندهار در جریان جنگ داخلی ۱۹۲۸–۲۹ بدست گرفت؛ در قندهار اسیر گشت و در کابل اعدام شد                                                | بارک‌زایی    | Ali Ahmad Khan of Afghanistan |
| حبیب‌الله کلکانی- خادم دین رسول‌الله | ۱۹ ژانویه ۱۸۹۱ – ۳ نوامبر ۱۹۲۹ | ۳ ژوئیه ۱۹۲۹  | ۱۵ اکتبر ۱۹۲۹ | به عنوان پادشاه و امیر؛ در طول جنگ داخلی ۱۹۲۸–۱۹۲۹ بر تخت سلطنت نشست؛ برکناری و اعدام شد                                                                                                  | غیر سلسله‌ای | حبیب‌الله کلکانی از افغانستان  |
| امان‌الله شاه- غازی                 | ۱ ژوئن ۱۸۹۲ – ۲۵ آوریل ۱۹۶۰    | مارس ۱۹۲۹     | ۲۳ مه ۱۹۲۹    | پسر حبیب‌الله خان پادشاه سابق؛ به افغانستان بازگشت تا برای تاج و تخت در جریان در جنگ داخلی ۱۹۲۸–۲۹ رقابت کند؛ سرانجام به راج بریتانیا عقب‌نشینی کرد؛ همچنین به وفاداری امان‌الله مراجعه کنید | بارک‌زایی    | Amanullah Khan of Afghanistan |

پادشاهی افغانستان (بازسازی شده؛ ۱۹۲۹–۱۹۷۳)
| نام                                 | طول عمر                       | شروع سلطنت    | پایان سلطنت                | یادداشت                 | دودمان   | تصویر                   |
| ----------------------------------- | ----------------------------- | ------------- | -------------------------- | ----------------------- | -------- | ----------------------- |
| محمد نادر شاه                       | ۹ آوریل ۱۸۸۳ – ۸ نوامبر ۱۹۳۳  | ۱۵ اکتبر ۱۹۲۹ | ۸ نوامبر ۱۹۳۳              | برادرزاده دوست محمد خان | بارک‌زایی | محمد نادر شاه افغانستان |
| محمد ظاهرشاه- پدر ملت (از سال ۲۰۰۴) | ۱۵ اکتبر ۱۹۱۴ – ۲۳ ژوئیه ۲۰۰۷ | ۸ نوامبر ۱۹۳۳ | ۱۷ ژوئیه ۱۹۷۳ (برکنار شده) | پسر محمد نادر شاه       | بارک‌زایی | محمد ظاهر شاه افغانستان |

### پادشاهان محلی
برخی از حاکمان سعی کردند از درگیری‌های داخلی در افغانستان برای ادعای تاج و تخت استفاده کنند. با این حال، حکومت آنها فقط محدود به مناطق خاصی بود.
| نام                    | طول عمر              | شروع سلطنت | پایان سلطنت                 | یادداشت                                                                        | دودمان      | تصویر                        |
| ---------------------- | -------------------- | ---------- | --------------------------- | ------------------------------------------------------------------------------ | ----------- | ---------------------------- |
| جهانداد خان            | درگذشت ۱۹۱۴          | مه ۱۹۱۲    | مه ۱۹۱۲ (برکنار شده)        | به عنوان امیر؛ فقط در خوست در طول شورش ۱۹۱۲ حکومت کرد                          | غیر سلسله‌ای | Jehandad Khan of Afghanistan |
| عبدالکریم بن محمدیعقوب | ۱۸۹۷ – ۱۸ فوریه ۱۹۲۷ | ژوئیه ۱۹۲۴ | ۳۰ ژانویه ۱۹۲۵ (برکنار شده) | پسرمحمدیعقوب خان به عنوان امیر؛ حکومت محدود به ولایت جنوبی در طول شورش ۱۹۲۴–۲۵ | بارک‌زایی    | عبدالکریم از افغانستان       |
| سلمای                  |                      | ح. 1944    | ح. 1946 (برکنار شده)        | به عنوان پادشاه؛ حکومت محدود به ولایت شرقی در طول شورش‌های قبیله ای ۱۹۴۴–۴۷     | غیر سلسله‌ای | سلمای افغانستان              |

### غیر پادشاهان
| نام | نام                        | تصویر | طول عمر    | دوره ریاست جمهوری | دوره ریاست جمهوری | دوره ریاست جمهوری | حزب سیاسی                                             |
| نام | نام                        | تصویر | طول عمر    | شروع ریاست        | ختم ریاست         | دوران ریاست       | حزب سیاسی                                             |
| --- | -------------------------- | ----- | ---------- | ----------------- | ----------------- | ----------------- | ----------------------------------------------------- |
| جمهوری افغانستان (۱۹۷۳–۱۹۷۸) |                            |       |            |                   |                   |                   |                                                       |
| | محمد داوود خان             |       | ۱۹۰۹–۱۹۷۸  | ۱۷ ژوئیه ۱۹۷۳     | ۲۸ آوریل ۱۹۷۸     | ۴ سال، ۲۸۵ روز    | مستقل (تا سال ۱۹۷۶)                                   |
| حزب انقلاب ملی | محمد داوود خان             |       | ۱۹۰۹–۱۹۷۸  | ۱۷ ژوئیه ۱۹۷۳     | ۲۸ آوریل ۱۹۷۸     | ۴ سال، ۲۸۵ روز    |                                                       |
| رئیس‌جمهور؛ اولین رئیس‌جمهور افغانستان (مؤسس جمهوریت در افغانستان). عضو سلسله بارکزی (پسر عموی اول محمد ظاهر شاه)؛ در جریان انقلاب ثور با اکثر خانواده خود ترور شد. کمی بعد، سران نظامی جدید اعلام کردند که داوود خان به دلیل امتناع از تسلیم شدن کشته شد. | محمد داوود خان             |       | ۱۹۰۹–۱۹۷۸  |                   |                   |                   |                                                       |
| جمهوری دموکراتیک افغانستان (۱۹۷۸–۱۹۹۲) |                            |       |            |                   |                   |                   |                                                       |
| | سرهنگ عبدالقادر            |       | ۱۹۴۴–۲۰۱۴  | ۲۸ آوریل ۱۹۷۸     | ۳۰ آوریل ۱۹۷۸     | ۲ روز             | حزب دموکراتیک خلق افغانستان (جناح خلق)                |
| رئیس هیئت رئیسه شورای انقلاب نظامی | سرهنگ عبدالقادر            |       | ۱۹۴۴–۲۰۱۴  |                   |                   |                   |                                                       |
| | نورمحمد تره‌کی              |       | ۱۹۱۷–۱۹۷۹  | ۳۰ آوریل ۱۹۷۸     | ۱۴ سپتامبر ۱۹۷۹   | ۱ سال، ۱۳۷ روز    | حزب دموکراتیک خلق افغانستان (جناح خلق)                |
| رئیس هیئت رئیسه شورای انقلاب؛ ترور به دستور حفیظ‌الله امین | نورمحمد تره‌کی              |       | ۱۹۱۷–۱۹۷۹  |                   |                   |                   |                                                       |
| | حفیظ‌الله امین              |       | ۱۹۲۹–۱۹۷۹  | ۱۴ سپتامبر ۱۹۷۹   | ۲۷ دسامبر ۱۹۷۹    | ۱۰۴ روز           | حزب دموکراتیک خلق افغانستان (جناح خلق)                |
| رئیس هیئت رئیسه شورای انقلاب؛ ترور توسط نیروهای ویژهٔ اتحاد جماهیر شوروی سوسیالیستی در طول عملیات طوفان -۳۳۳ | حفیظ‌الله امین              |       | ۱۹۲۹–۱۹۷۹  |                   |                   |                   |                                                       |
| | ببرک کارمل                 |       | ۱۹۲۹–۱۹۹۶  | ۲۷ دسامبر ۱۹۷۹    | ۲۴ نوامبر ۱۹۸۶    | ۶ سال، ۳۳۲ روز    | حزب دموکراتیک خلق افغانستان (جناح پرچم)               |
| رئیس هیئت رئیسه شورای انقلاب؛ برکنار شد | ببرک کارمل                 |       | ۱۹۲۹–۱۹۹۶  |                   |                   |                   |                                                       |
| | حاجی‌محمد چمکنی             |       | ۱۹۴۷–۲۰۱۲  | ۲۴ نوامبر ۱۹۸۶    | ۳۰ سپتامبر ۱۹۸۷   | ۳۱۰ روز           | مستقل                                                 |
| رئیس هیئت رئیسه شورای انقلاب؛ به عنوان بخشی از روند آشتی ملی | حاجی‌محمد چمکنی             |       | ۱۹۴۷–۲۰۱۲  |                   |                   |                   |                                                       |
| | محمد نجیب‌الله              |       | ۱۹۴۷–۱۹۹۶  | ۳۰ سپتامبر ۱۹۸۷   | ۱۶ آوریل ۱۹۹۲     | ۴ سال، ۱۹۹ روز    | حزب دموکراتیک خلق افغانستان (جناح پرچم) (تا سال ۱۹۹۰) |
| حزب دموکراتیک خلق افغانستان | محمد نجیب‌الله              |       | ۱۹۴۷–۱۹۹۶  | ۳۰ سپتامبر ۱۹۸۷   | ۱۶ آوریل ۱۹۹۲     | ۴ سال، ۱۹۹ روز    |                                                       |
| رئیس (رئیس هیئت رئیسه شورای انقلاب تا ۳۰ نوامبر ۱۹۸۷)؛ استعفا داد | محمد نجیب‌الله              |       | ۱۹۴۷–۱۹۹۶  |                   |                   |                   |                                                       |
| | عبدالرحیم هاتف             |       | ۱۹۲۶–۲۰۱۳  | ۱۶ آوریل ۱۹۹۲     | ۲۸ آوریل ۱۹۹۲     | ۱۲ روز            | حزب دموکراتیک خلق افغانستان                           |
| سرپرست موقت؛ برکنار شده | عبدالرحیم هاتف             |       | ۱۹۲۶–۲۰۱۳  |                   |                   |                   |                                                       |
| دولت اسلامی افغانستان (۱۹۹۲–۲۰۰۲) |                            |       |            |                   |                   |                   |                                                       |
| | صبغت‌الله مجددی             |       | ۱۹۲۶–۲۰۱۹  | ۲۸ آوریل ۱۹۹۲     | ۲۸ ژوئن ۱۹۹۲      | ۶۱ روز            | جبهه آزادی‌بخش ملی افغانستان                           |
| سرپرست موقت؛ استعفا داد | صبغت‌الله مجددی             |       | ۱۹۲۶–۲۰۱۹  |                   |                   |                   |                                                       |
| | برهان‌الدین ربانی           |       | ۱۹۴۰–۲۰۱۱  | ۲۸ ژوئن ۱۹۹۲      | ۲۲ دسامبر ۲۰۰۱    | ۹ سال، ۱۶۷ روز    | جمعیت اسلامی افغانستان                                |
| رئیس‌جمهور؛ بین سالهای ۱۹۹۶ تا ۲۰۰۱، جمهوری اسلامی با وجود کنترل حدود ۱۰ درصد از خاک افغانستان همچنان به عنوان دولت شناخته شده بین‌المللی باقی ماند | برهان‌الدین ربانی           |       | ۱۹۴۰–۲۰۱۱  |                   |                   |                   |                                                       |
| | حامد کرزی                  |       | متولد۱۹۵۷  | ۲۲ دسامبر ۲۰۰۱    | ۱۳ ژوئیه ۲۰۰۲     | ۲۰۳ روز           | مستقل                                                 |
| سرپرست موقت | حامد کرزی                  |       | متولد۱۹۵۷  |                   |                   |                   |                                                       |
| امارت اسلامی افغانستان (۱۹۹۶–۲۰۰۱ و ۲۰۲۱-اکنون) |                            |       |            |                   |                   |                   |                                                       |
| | ملا محمد عمر               |       | ۱۹۶۰–۲۰۱۳  | ۲۷ سپتامبر ۱۹۹۶   | ۱۳ نوامبر ۲۰۰۱    | ۵ سال، ۴۷ روز     | طالبان                                                |
| رئیس شورای عالی، امیر و امیرالمؤمنین؛ برکنار شده در پی سقوط کابل در ۱۳ نوامبر ۲۰۰۱؛ ادامهٔ ادعای موقعیت در در زمان شورش طالبان تا زمان مرگش؛ امارت اسلامی با وجود کنترل حدود ۹۰ درصد از خاک افغانستان هرگز به رسمیت شناخته نشد.                           | ملا محمد عمر               |       | ۱۹۶۰–۲۰۱۳  |                   |                   |                   |                                                       |
| پست خالی (۲۳ آوریل ۲۰۱۳ تا ۲۹ ژوئیه ۲۰۱۵) |                            |       |            |                   |                   |                   |                                                       |
| | ملا اختر محمد منصور        |       | ۱۹۶۸–۲۰۱۶  | ۲۹ ژوئیه ۲۰۱۵     | ۲۱ مه ۲۰۱۶        | ۲۹۷ روز           | طالبان                                                |
| رهبر و امیرالمؤمنین؛ ادعای پست در طول شورش طالبان تا زمان مرگش در حملات پهپاد آمریکا در پاکستان | ملا اختر محمد منصور        |       | ۱۹۶۸–۲۰۱۶  |                   |                   |                   |                                                       |
| | ملا مولوی هبت‌الله آخندزاده |       | متولد ۱۹۶۱ | ۲۵ مه ۲۰۱۶        | متصدی             | ۸ سال، ۳۳۹ روز    | طالبان                                                |
| رهبر و امیرالمؤمنین؛ ادعای پست در طول شورش طالبان تا زمان سقوط کابل در ۱۵ اوت ۲۰۲۱؛ به‌طور رسمی در ۷ سپتامبر ۲۰۲۱ منصوب شد؛ با وجود وجود این کنترل اکثریت خاک افغانستان، امارت اسلامی در حال حاضر به رسمیت بین‌المللی شناخته نشده است.                     | ملا مولوی هبت‌الله آخندزاده |       | متولد ۱۹۶۱ |                   |                   |                   |                                                       |
| دولت انتقالی افغانستان (۲۰۰۲–۲۰۰۴) |                            |       |            |                   |                   |                   |                                                       |
| | حامد کرزی                  |       | متولد ۱۹۵۷ | ۱۳ ژوئیه ۲۰۰۲     | ۷ دسامبر ۲۰۰۴     | ۲ سال، ۱۴۷ روز    | مستقل                                                 |
| رئیس‌جمهور انتقالی؛ در لویه جرگه ۲۰۰۲ منصوب شد | حامد کرزی                  |       | متولد ۱۹۵۷ |                   |                   |                   |                                                       |
| جمهوری اسلامی افغانستان (۲۰۰۴–۲۰۲۱) |                            |       |            |                   |                   |                   |                                                       |
| | حامد کرزی                  |       | متولد ۱۹۵۷ | ۷ دسامبر ۲۰۰۴     | ۲۹ سپتامبر ۲۰۱۴   | ۹ سال، ۲۹۶ روز    | مستقل                                                 |
| رئیس‌جمهور؛ اولین رئیس دولت به‌طور دموکراتیک انتخاب شد. در سال ۲۰۰۴انتخاب و در سال ۲۰۰۹ مجدداً انتخاب شد | حامد کرزی                  |       | متولد ۱۹۵۷ |                   |                   |                   |                                                       |
| | محمداشرف غنی               |       | متولد ۱۹۴۹ | ۲۹ سپتامبر ۲۰۱۴   | ۱۵ اوت ۲۰۲۱       | ۶ سال، ۳۲۰ روز    | مستقل                                                 |

## نشان‌های سران کشورها

نشان پادشاه افغانستان ، ۱۹۳۱-۱۹۷۳.
نشان رئیس جمهور افغانستان ، ۲۰۰۴-۲۰۱۳.
نشان رئیس جمهور افغانستان ، ۲۰۱۳-۲۰۲۱.